# کوارتت زهی ویتامین

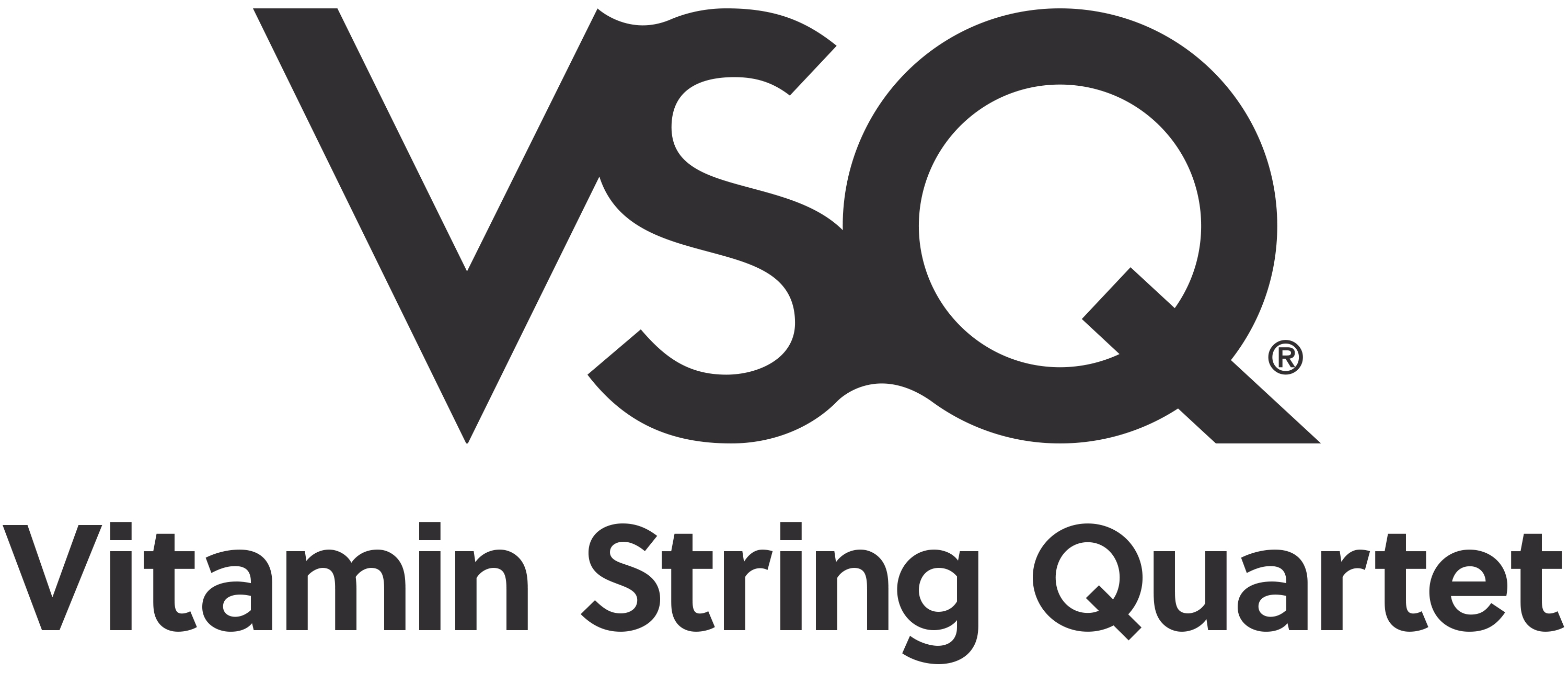
لگو کوراتت زهی ویتامین

کوارتت زهیِ ویتامین (به انگلیسی: Vitamin String Quartet) که به اختصار وی‌اِس‌کیو گفته می‌شود، یک گروه موسیقی زهی از لس‌آنجلس است. آن‌ها شهرتشان را مدیون اجرای مجدد آثار معروف هنرمندان موسیقی پاپ/راک و انتشار آن‌ها در قالب آلبوم‌های یادبود هستند.
وی‌اِس‌کیو قطعه‌ها را با تنظیم کوارتت زهی اجرا می‌کنند که پاره‌ای اوقات با سازهای دیگری همراهی می‌شود. آن‌ها تابه‌حال بیش از ۱۰۰ آلبوم با لیبل ویتامین رکوردز -که متعلق به خودشان است- منتشر کرده‌اند.
سبک آثاری که وی‌اِس‌کیو برای اجرا انتخاب می‌کنند محدود به پاپ و راک نیست، بلکه آثار گروه‌های تکنو، کانتری، رپ، و خوانندگانی همچون آلیشا کیز را نیز شامل می‌شود. در سال ۲۰۰۹ گروه آلبوم Per Versions را منتشر کرد که علاوه بر بازاجرای کارهایی از سگو رش، نو ایج و بروکن سوشیال سنس چند اثر از ساخته‌های خودشان نیز در آن گنجانده شده‌بود.

## آلبوم‌ها

### آلبوم‌های اصلی
| نام آلبوم                                              | سال انتشار |
| ۱. کوارتت زهی بزرگداشت آر ای ام                        | ۱۹۹۹       |
| ۲. کوارتت زهی بزرگداشت آلبوم تامی د هو                 | ۲۰۰۲       |
| ۳. کوارتت زهی بزرگداشت جینز ادیکشن                     | ۲۰۰۳       |
| ۴. کوارتت زهی بزرگداشت نیروانا                         | ۲۰۰۳       |
| ۵. کوارتت زهی بزرگداشت مریلین منسن                     | ۲۰۰۳       |
| ۶. کوارتت زهی بزرگداشت پرل جم                          | ۲۰۰۳       |
| ۷. کوارتت زهی بزرگداشت گارث بروکس                      | ۲۰۰۳       |
| ۸. کوارتت زهی بزرگداشت راد استیوارت                    | ۲۰۰۳       |
| ۹. شیطانی که از او وحشت داری:کوارتت زهی بزرگداشت اسلیر | ۲۰۰۲       |
| ۱۰. کوارتت زهی بزرگداشت سیستم آو ا داون                | ۲۰۰۳       |
| ۱۱. کوارتت زهی بزرگداشت ریدیوهد: مرموز                 | ۲۰۰۳       |
| ۱۲. کوارتت زهی بزرگداشت اونسنس                         | ۲۰۰۳       |
| ۱۳. کوارتت زهی بزرگداشت جت                             | ۲۰۰۴       |
| ۱۴. کوارتت زهی بزرگداشت سَم ۴۱                          | ۲۰۰۴       |
| ۱۵. کوارتت زهی بزرگداشت پیکسیز                         | ۲۰۰۴       |
| ۱۶. کوارتت زهی بزرگداشت ولوت رولور                     | ۲۰۰۴       |
| ۱۷. کوارتت زهی بزرگداشت الیوت اسمیت                    | ۲۰۰۴       |
| ۱۸. کوارتت زهی بزرگداشت دیو متیوس بند                  | ۲۰۰۴       |
| ۱۹. کوارتت زهی بزرگداشت آلبوم درخت جاشوای یوتو         | ۲۰۰۴       |
| ۲۰. کوارتت زهی بزرگداشت آلبوم مهم نیست نیروانا         | ۲۰۰۵       |
| ۲۱. کوارتت زهی بزرگداشت بیچ بویز                       | ۲۰۰۵       |
| ۲۲. کوارتت زهی بزرگداشت سونیک یوث                      | ۲۰۰۵       |
| ۲۳. کوارتت زهی بزرگداشت دورز                           | ۲۰۰۵       |
| ۲۴. کوارتت زهی بزرگداشت یلوکارد                        | ۲۰۰۵       |
| ۲۵. کوارتت زهی بزرگداشت راب توماس                      | ۲۰۰۵       |
| ۲۶. کوارتت زهی بزرگداشت آلبوم Ænima تول                | ۲۰۰۶       |
| ۲۷. کوارتت زهی بزرگداشت جیمز بلانت                     | ۲۰۰۶       |
| ۲۸. ویتامین استرینگ کوارتت کلدپلی اجرا می‌کند           | ۲۰۰۸       |
| ۲۹. کوارتت زهی بزرگداشت گیتار هرو                      | ۲۰۰۸       |
| ۳۰. بزرگداشت د رد جامپ‌سویت آپاریتوس                    | ۲۰۰۹       |
| ۳۱. کوارتت زهی بزرگداشت بلو اکتبر                      | ۲۰۰۹       |
| ۳۲. ویتامین استرینگ کوارتت گرین دی اجرا می‌کند          | ۲۰۰۹       |
| ۳۳. per_versions                                       | ۲۰۰۹       |
| ۳۴. کوارتت زهی بزرگداشت ریدیوهد                        | ۲۰۰۹       |
| ۳۵. کوارتت زهی بزرگداشت ترتی سکندز تو مارس             | ۲۰۰۹       |
| ۳۶. کوارتت زهی بزرگداشت لینکین پارک                    | ۲۰۰۹       |
| ۳۷. بزرگداشت الیس این چینز                             | ۲۰۰۹       |
| ۳۸. وی‌اِس‌کیو لیدی گاگا اجرا می‌کند                       | ۲۰۱۰       |

### آلبوم‌های گردآوری‌شده
| نام آلبوم                                          | سال انتشار |
| ۱. یخ: کوارتت بزرگداشت زهی بیورک                   | ۲۰۰۱       |
| ۲. کوارتت زهی بزرگداشت لدزپلین:بخش دوم             | ۲۰۰۲       |
| ۳. کوارتت زهی بزرگداشت موبی                        | ۲۰۰۲       |
| ۴. کوارتت زهی بزرگداشت سارا مک‌لاکلن                | ۲۰۰۲       |
| ۵. کوارتت زهی بزرگداشت پینک فلوید                  | ۲۰۰۲       |
| ۶. کوارتت زهی بزرگداشت دیوید بووی                  | ۲۰۰۲       |
| ۷. کوارتت زهی بزرگداشت اینکیوبوس                   | ۲۰۰۲       |
| ۸. کوارتت زهی بزرگداشت مچ‌باکس تونتی                | ۲۰۰۲       |
| ۹. کوارتت زهی بزرگداشت مدونا                       | ۲۰۰۲       |
| ۱۰. کوارتت زهی بزرگداشت کلدپلی                     | ۲۰۰۲       |
| ۱۱. کوارتت زهی بزرگداشت گاربج                      | ۲۰۰۳       |
| ۱۲. کوارتت زهی بزرگداشت ترین                       | ۲۰۰۳       |
| ۱۳. کوارتت زهی بزرگداشت جیمز تیلور                 | ۲۰۰۳       |
| ۱۴. کوارتت زهی بزرگداشت ون موریسون                 | ۲۰۰۳       |
| ۱۵. کوارتت زهی بزرگداشت رولینگ استونز              | ۲۰۰۳       |
| ۱۶. کوارتت زهی بزرگداشت اسمیتز                     | ۲۰۰۳       |
| ۱۷. کوارتت زهی بزرگداشت باب دیلن                   | ۲۰۰۳       |
| ۱۸. کوارتت زهی بزرگداشت اریک کلپتن                 | ۲۰۰۳       |
| ۱۹. کوارتت زهی بزرگداشت دیکسی چیکس                 | ۲۰۰۳       |
| ۲۰. کوارتت زهی بزرگداشت بان جووی                   | ۲۰۰۳       |
| ۲۰. بازگشت به باروک: کوارتت زهی بزرگداشت ای‌سی/دی‌سی | ۲۰۰۳       |
| ۲۱. کوارتت زهی بزرگداشت نو داوت                    | ۲۰۰۳       |
| ۲۲. کوارتت زهی بزرگداشت فلیتوود مک                 | ۲۰۰۳       |
| ۲۳. آناتومی شیطان: کوارتت زهی بزرگداشت آیرن میدن   | ۲۰۰۳       |
| ۲۴. کوارتت زهی بزرگداشت نورا جونز                  | ۲۰۰۳       |
| ۲۵. کوارتت زهی بزرگداشت دایانا کرال                | ۲۰۰۳       |
| ۲۶. کوارتت زهی بزرگداشت پادل آو ماد                | ۲۰۰۵       |
| ۲۷. کوارتت زهی بزرگداشت باب دیلن                   | ۲۰۰۳       |
| ۲۸. وی‌اِس‌کیو ای‌سی/دی‌سی اجرا می‌کند                   | ۲۰۰۸       |
| ۲۹. The Modern Baby Shower collection              | ۲۰۰۸       |